# Brevipalpus ogcotus
Brevipalpus ogcotus är en spindeldjursart som beskrevs av Pritchard och Baker 1952. Brevipalpus ogcotus ingår i släktet Brevipalpus och familjen Tenuipalpidae. Inga underarter finns listade.